# La boda del señor Bringas, o, Si te casas la pringas
La boda del Señor Bringas, o, Si te casas la pringas, es una zarzuela, catalogada como sainete, en tres actos, el primero y el segundo sin interrupción, divididos en seis cuadros. Con libreto de Anselmo C. Carreño y Francisco Ramos de Castro, con música del maestro Federico Moreno Torroba. Se estrenó con gran éxito en el Teatro Calderón de Madrid, el 2 de mayo de 1936

## Comentario
Esta obra sigue los senderos que marcaron La del manojo de rosas y Me llaman la presumida, en la que Anselmo C. Carreño y Francisco Ramos de Castro, emplean todos sus conocimientos aprendidos. Crean una trama lineal y recta sin a penas desviaciones, con la que se desenvuelven varias situaciones cómicas, en donde imperan los momentos violentos, con personajes bien definidos, sin ser como los de sus anteriores obras.
La música es una alarde buen hacer y trabajo, por parte de Federico Moreno Torroba, en donde trata de crear números populares con otros de corte más fino y lírico.

## Argumento
La acción transcurre en Madrid en la época del estreno (1936)

### Acto primero y segundo

#### Cuadro primero
En una plaza de una colonia moderna, se alza un pequeño hotelito, un edificio donde se halla una carbonería y una lechería, y un edificio que es sede de un club de fútbol. La vecindad se reúne alarmada delante de la puerta de la carbonería, donde la casa de socorro trata de atender a Don Claro Bringas, el dueño, le cual acaba de 
sufrir un pequeño accidente. Su hijo Gabriel le reprocha su actitud, cuando aparece Marina, su novia, por la lechería discutiendo acaloradamente con su madre, Doña Nati, la dueña, la cual se comporta de manera extraña. 
Al quedar solos don Claro y doña Nati, se descubre que ambos están enamorados desde hace largo tiempo, se les pasa siempre la idea de casarse pero no dan el paso dado que a su edad, la gente lo vería como una cosa risible. Queda sola la plaza y aparecen Graciliano, hermano de Gabriel, y su novia Filo, la hija de Don Agudo, dueño del hotelito, los cuales siempre andan discutiendo y golpeándose constantemente; Don Agudo trata de poner paz y comenta a Graciliano que accederá a la boda si logra asegurar su futuro. 
Gabriel sale de la carbonería y se encuentra con Agudo, con el que habla hasta aparecer Mercedes, la portera del club y charlar sobre su antiguo noviazgo, aparece Marina y la despide rápidamente. Gabriel, se marcha y Marina queda con Don Agudo, al que comenta sus desavenencias con Gabriel, el cual nunca le dedica un piropo o una mirada, entonces Don Agudo le aconseja darle celos para al menos avivar su amor. 
Acude al club Tano, un bruto jugador de fútbol, cuando sale Graciliano anunciando que su padre le pondrá un surtidor de gasolina, solucionándose la boda. Entra en la plaza Agustín, el administrador de doña Nati, un tipo bastante sinvergüenza, al que Marina le reprocha la conducta de gastarse el dinero en las apuestas y no dárselo, antes terminar de reprocharlo aparece Gabriel y pone en práctica el consejo de Agudo, coqueteando con Agustín y causando extrañeza en Gabriel. Se produce un gran altercado entre Filo y Graciliano, al que todos tratan de arreglar, separándolos y 
proclamando la futura boda.

#### Cuadro segundo
En una sala de la gasolinera de Graciliano, se celebra la fiesta de inauguración. Los invitados bailan y beben alegremente. Agustín comenta con Don Agudo sobre sus sospechas de que Marina siente alguna atracción por él ante las insinuaciones del otro día, Agudo trata de hacerle ver que puede ser un error, cuando entra Marina acompañada de Gabriel y sus padres. Marina aprovecha para coquetear con Agustín, provocando las iras de Gabriel. Cuando quedan a solas Agudo y Gabriel, este comenta con amargura su extrañeza por el cambio de actitud de Marina.

#### Cuadro tercero
En la plaza, los vecinos se disponen a hacer una tertulia al aire libre. Aparece por la plaza Agustín, viene a ver a Marina y de paso a enfrentarse con Gabriel; Agudo trata de convencerlo de que desista de su intención. Llega Tano y comenta a Mercedes la citación que ha recibido. Graciliano le explica que es debido a las lesiones ocasionadas a varios jugadores en otros partidos. 
Don Claro habla con Doña Nati sobre el suicidio que pretende llevar a cabo esa misma noche con una pistola; ella siente algo de miedo pero él la convence. Filo hace sonar el gramófono y todos se disponen a bailar, Agudo aprovecha para comentar a Marina que su juego está yendo demasiado lejos y debe de pararlo, pero ella se siente muy contenta y lo quiere seguir haciendo un poco más. 
En el Club se produce un altercado y salen los futbolistas cojeando ante las patadas propinadas por Tano, que viene hecho una furia encarándose con Agustín, todos tratan de calmar los nervios y se marchan cada uno por su lado. Claro se despide efusivamente de Agudo y de los demás, causando extrañeza. Gabriel marcha por donde fue Agustín, al volver se encuentra con Marina con la que habla cariñosamente y se van. 
Al poco salen Don Claro y Doña Nati, dispuestos a cumplir la sentencia. Cuando está a punto de ejecutar el disparo, ella se desmaya en sus brazos errando el tiro. Al estruendo todos acuden y descubren a los dos, Gabriel y Marina los reprenden diciéndoles que irán derechitos a la vicaría, por una calle entra Agustín, lleno de golpes y moratones, acompañado por un guardia, acusando a Gabriel de haberle propinado una paliza.

### Acto tercero

#### Cuadro primero
Han pasado varios meses y las cosas en la plaza han cambiado. Filo y Graciliano están ahora felizmente casados, ella está embarazada y Don Agudo se ve en mil apuros para satisfacer los caprichos de su hija. Marina está disgustada porque Gabriel no aparece por ningún lado, a la vez que su carácter ha cambiado completamente; interroga a Mercedes sobre el paradero pero ella poco puede responder. 
Aparece por la plaza Agustín y comenta a Marina que ha tenido problemas con el dinero y le ofrece un trato, acudir a una cita en el Cine Florian con un prestamista, para que avale la operación. Ella acepta y queda esperando a Gabriel. Doña Nati aparece preocupada por su marido, con el cual se lleva cada vez peor y se siente entristecida; Marina la consuela y entran en la lechería. 
Llega Gabriel, con una evidente borrachera, acompaña a Don Agudo que ha ido a buscar un capricho para su chica; tras desembarazarse de él, entra en el hotel. Mercedes reprende a Gabriel por su comportamiento y su orgullo ante la fidelidad de Marina. Entra Tano, con las piernas rotas, producto de un partido. Dentro de la Carbonería se produce un escándalo, donde salen Nati y Claro armados y dispuestos a pelearse, Gabriel se interpone y logra que se calmen. Mientras Filo siente uno de sus antojos, una copa de gasolina, que anima a Agudo a beber para probar, cuando lo logra, este la espurrea y ante la negación de Filo, trata de coger el hacha de Claro para partirla por la mitad.

#### Cuadro segundo
En un cine elegante, pero de barrio, se da cita Mercedes con Tano. Al momento ve aparecer a Marina acompañada de Agustín, para realizar la transacción. Mercedes, corre a la cabina de teléfonos para llamar a Gabriel y convencerlo de la supuesta fidelidad de ella. Cuando están a punto de realizar la operación con el prestamista, aparece Gabriel y provoca un escándalo en el cine.

#### Cuadro tercero
En la plaza, al día siguiente, Don Agudo comenta con Marina sobre el embarazo de Filo, para la que ha contratado una niñera a la que está instruyendo. Ella comenta sobre su novio, con el que está constantemente discutiendo, dispuesta a decirle todo lo que ha pasado, marcha corriendo hacia la calle cuando tropieza con Don Claro. Él también habla con Agudo, discutiéndole su temperamento festivo y prohibiéndole cualquier broma sobre sus problemas. Entra Filo, que viene de paseo y salida cariñosamente a su padre, entrando todos en la casa. Marina discute con Gabriel, al que reprende por su conducta marchándose furiosa. Todos miran con extrañeza el comportamiento de Marina y Gabriel, él comenta que ha sacado un billete para ir a las carreras de Mónaco, para así olvidarla. Don Claro y Doña Nati hablan preocupados por su matrimonio, pensando en el divorcio, pero deciden llegar a un acuerdo para volver a traer la felicidad. 
Llega a la plaza Don Generoso, el prestamista del cine, buscando a Marina, se topa con Gabriel el cual lo reconoce y lo lleva aparte para hablar con él detalladamente. La plaza queda tranquila, cuando aparece Gabriel y Marina discutiendo acaloradamente y pegándose, los vecinos acuden a separarlos, cuando lo logran, Don Agudo comenta con gracia que ahora empezará la felicidad. La obra concluye con la esperanza de que se arregle todo.

## Números musicales
- Acto primero y segundo

- Cuadro primero

- - Preludio (Orquesta)

- - Introducción y escena: "¡Quién iba a pensarlo!"

- - Dúo cómico de Filo y Graciliano - Pasodoble: "¡Se tiene que ver!"

- - Terceto de Gabriel, Marina y Mercedes: "¡Hola guapa!"

- - Fin del cuadro primero.(Orquesta)

- Cuadro segundo

- - Cuplés del Parapapa - Chotis: "Vuestras confesiones, escuchamos ya"

- - Romanza - Tango de Gabriel: "Su proceder y su actitud yo no comprendo"

- Cuadro tercero

- - Nocturno (Orquesta)

- - Dúo de Gabriel y Marina: "!Ven morena que te quiero yo!"

- - Fin del acto segundo. (Orquesta)

- Acto tercero

- Cuadro primero

- - Duo de Marina y Mercedes: "No lo niegues que te han visto"

- - Dúo de Agudo y Gabriel: "Usté no se marcha"

- - Intermedio (Orquesta)

- Cuadro segundo

- - El Noticiario Fox - Movitone (Orquesta y narrador)

- Cuadro tercero

- - Romanza de Marina: "Tienes que oirme"

- - Fin de la obra. (Orquesta)